# Venicones

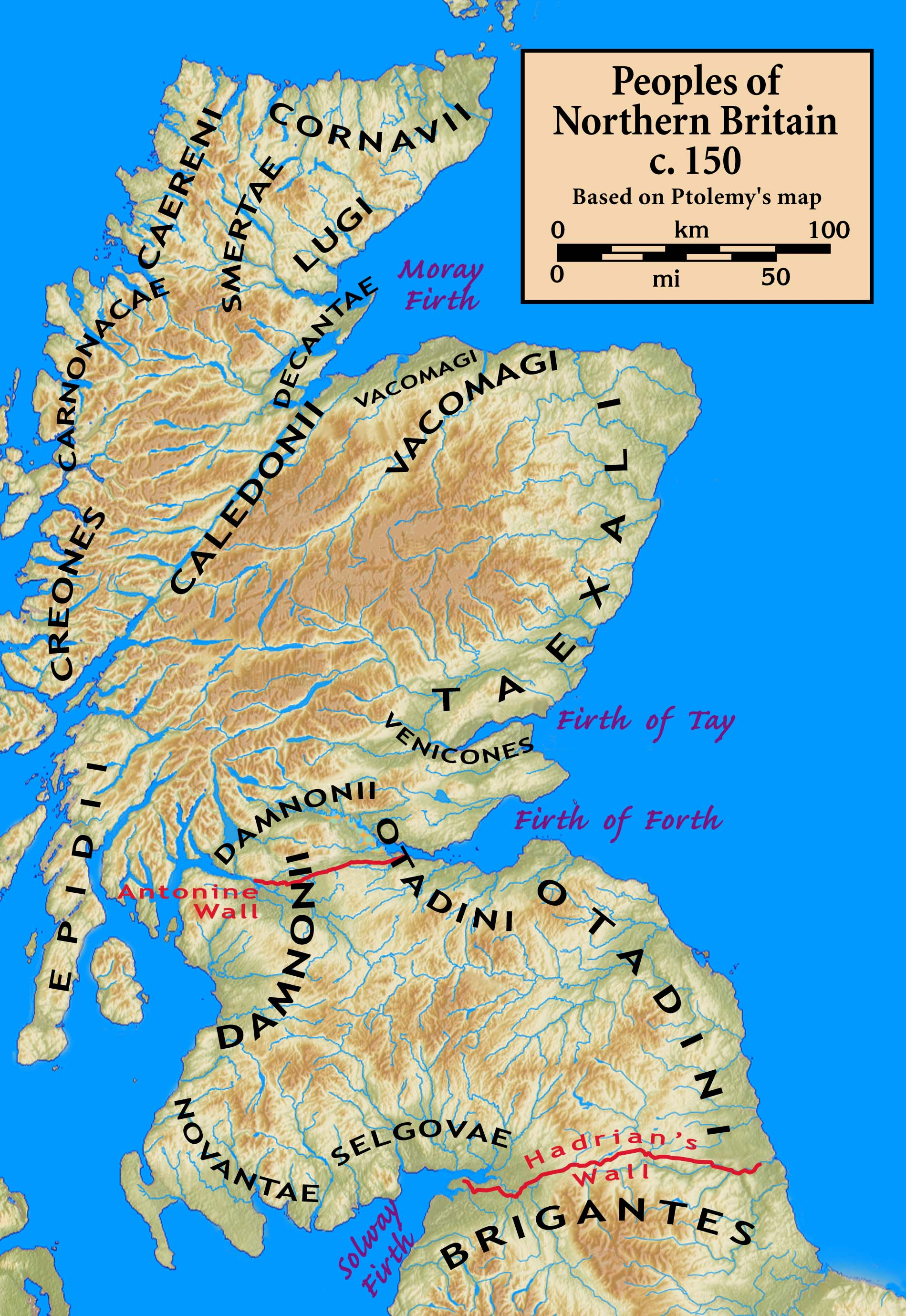
Localisation des principales tribus calédoniennes au nord du mur d'Hadrien en 150.

Les Venicones étaient un peuple de l’île de Bretagne à l'âge du fer. Ils ne sont connus que par une mention du géographe Claude Ptolémée. Il indique que leur principale localité s'appelait Orrea, identifiée comme le fort romain d'Horrea Classis, situé par Rivet et Smith à Monifieth, mais que d'autres auteurs considèrent être le fort romain de Carpow. Dans les deux cas cela placerait les Venicones à proximité de la ville actuelle de Dundee. Par conséquent, le territoire qui leur est attribué se situerait entre la rivière Tay et la chaîne de collines du Mounth, au sud d'Aberdeen.
Leur ethnonyme signifierai « les chiens de chasse ».